# Дэвид Боуи в России

Дэвид Боуи в Москве, 1973 год

Британский рок-музыкант Дэвид Боуи приезжал в Россию (до 1991 года входившую в состав СССР) трижды — в 1973, 1976 и 1996 годах. Первый визит в СССР состоялся из-за аэрофобии музыканта, который решил добираться в Англию по суше. После турне по Японии он прибыл в Советский Союз на корабле, в течение шести дней путешествуя по Транссибирской магистрали в поезде до Москвы, где пробыл ещё три дня. Второй визит Боуи, продлившийся несколько часов, представлял собой туристическую поездку вместе с его другом Игги Попом и некоторыми представителями менеджмента, Третий визит был совершён в рамках гастрольного тура Outside Tour, музыкант отыграл концерт, который считается одним из самых неудачных в его карьере, пообещав больше никогда не приезжать в Россию.

## Первый визит (1973)
Это была удивительная поездка и большое достижение. Ни один западный артист статуса Боуи, не говоря уже о ведущих рок-звёздах, ни разу не предпринимал такого путешествия и не получал на него разрешения во времена Холодной войны. Я так гордилась им за то, что он отважился на эту поездку, да и собой гордилась тоже, потому что эта одиссея была моей идеей. Она родилась у меня внезапно во время ланча с Бобом Мьюзелом, возглавлявшим британское отделение ЮПИ (Юнайтед Пресс Интернешнл) [Изначально было обговорено, что Боуи и Мьюзел окажутся в одном поезде, чтобы последний, в дальнейшем, курировал музыканта].
— Из книги Анджелы Боуи «Backstage Passes».
Дэвид Боуи посещал Москву трижды. Впервые он побывал там в апреле — мае 1973 года в возрасте 26 лет, уже будучи рок-звездой. В преддверии этих событий, 20 апреля 1973 года, музыкант отыграл последний из девяти концертов в Японии, после чего решил отправиться в Лондон через Советский Союз (так как боялся перелётов), чтобы продолжить гастрольный тур. В путешествии его должен был сопровождать друг детства Джеффри Маккормак, по совместительству бэк-вокалист и перкуссионист его аккомпанирующей группы The Spiders from Mars. Боуи сел в порту Йокогамы (где его провожали тысячи поклонников) на теплоход «Феликс Дзержинский», который двигался в сторону Находки. В баре на корабле к ним подсели двое мужчин, сильный акцент которых выдавал в них сотрудников КГБ. Когда речь зашла о политике, Боуи и Маккормак извинились и поспешили откланяться. На корабле Боуи выступил перед пассажирами с импровизированным кабаре, исполнив песни «Amsterdam» и «Space Oddity». В Находке друзья сели на поезд, идущий в Уссурийск, пересев в Хабаровске на «Транссибирский экспресс» («Владивосток—Москва») — самый длинный железнодорожный маршрут в мире. На одной из станций Маккормак чуть не отстал от поезда, когда пошёл покупать еду. Увидев, что состав тронулся англичанин пришёл в ужас — так как не знал ни слова по-русски, а документы были в вагоне. Однако ему удалось догнать поезд и запрыгнуть на ходу.
Соседнее с Боуи и Маккормаком купе (СВ) занимал репортёр агентства United Press International Роберт Мьюзел (вместе с русским гидом), впоследствии написавший несколько заметок об этом путешествии, опубликованных многими английскими и американскими газетами. Также в поезде ехали транзитные пассажиры из Японии, следовавшие в Советский Союз или Европу, а до этого пересёкшие закрытую для иностранцев область Владивостока. Музыкант рассказал попутчику, что после триумфального турне по Японии он готовится к самым длительным гастролям по США, которые когда-либо устраивал исполнитель из другой страны: «Я не буду летать самолётами, так как у меня предчувствие, что я погибну в авиакатастрофе. Если ничего не случится до 1976 года, то снова начну летать. Но я люблю поезда. Я мог бы в любом случае сесть на этот поезд. Возможно, он лучший из всех». В Иркутске к компании присоединился фотограф Лии Блэк Чайлдерс (в то время сотрудничавший с Боуи), который пытался получить советскую визу ещё в Японии, однако из-за бюрократических проволочек в итоге вынужденный догонять Боуи на легкомоторном самолёте срезав примерно 2 тысячи миль от всего путешествия.
За шесть дней в поезде Боуи лишь пару раз столкнулся с недружелюбным отношением. В полученной им на границе инструкции говорилось, что в СССР можно фотографировать всё, кроме военных объектов. Во время стоянки в Свердловске Боуи и Чайлдерсу пришла в голову мысль провести импровизированную фотосессию. К ним подошёл человек в кожаной куртке и чёрных очках и потребовал отдать фотоплёнку, получив отказ. Охранники начали пытаться отвести фотографа к ожидающей неподалёку машине, а Боуи активно фотографировал всё происходящее, обратив на себя внимание ещё пары стражей правопорядка. В этот момент появились две проводницы, присматривавшие за музыкантом и его компанией в течение всего путешествия, и буквально затащили его и Чайлдерса в уже тронувшийся поезд, заблокировав дверь вагона. Второй инцидент произошёл в вагоне-ресторане. За соседним столиком оказались четверо русских мужчин, недружелюбно смотревших на Боуи и Маккормака. Один из них провёл рукой по горлу. Друзья ушли, не дожидаясь обострения ситуации. Выходя на улицу, Боуи одевался в консервативную одежду, например, в жёлтый рыбацкий дождевик и большую бесформенную клетчатую шапку в голландском стиле. Однако даже такая одежда привлекала удивлённые взгляды местных жителей и казалась для них вызывающей. «Это могло случиться только на декадентском Западе», — сказал один русский, получив ответ от проводниц, что это известная западная звезда поп-музыки. Боуи усмехнулся, когда замечание было переведено: «Интересно, что бы он сказал, если бы узнал, что меня пригласили дать концерт во Владивостоке?»
Впоследствии музыкант подчёркивал, что такие инциденты были исключением. Ему вторил Маккормик: «Русские люди очень тепло нас принимали. Люди, которые нам тогда встретились, были очень открытыми, любопытными и всегда готовыми улыбаться». Сопровождавший их Мьюзел также говорил, что русские показались ему приветливыми людьми, старавшимися создать положительное впечатление об их огромной родине. Поездка сопровождалась частым обменом подарков. Так Боуи подарил одной из проводниц огромного плюшевого медведя, которого ему вручили поклонники в Японии. Мьюзел отмечал, что русские редко что-то примут, не предложив хоть что-то взамен. Однажды, когда Боуи вышел из своего купе в поисках консервного ножа, чтобы открыть бутылку минеральной воды, советский солдат, проходивший мимо, открыл его бутылку зубами. Маккармак вспоминал, что во время пути они выпивали с несколькими «служивыми»: «Чем больше мы пили — а пили мы вино, водку, пиво, — тем лучше понимали друг друга», также вскоре друзья перешли с французских сигарет «Gitanes» на местный табак. В поезде Боуи оставил образ «бисексуала», который использовал на концертах, в том числе, чтобы понравиться японской публике (буквально носившей его на руках; сам музыкант сравнивал тамошний ажиотаж с «битломанией»). И недвусмысленно заигрывал с некоторыми привлекательными пассажирками вагона. «Моя жена поймёт», — шутил музыкант, намекая на их «свободный» брак. Тем не менее, многие иностранные пассажиры заметили, насколько дружелюбнее были люди в Сибири и как они, казалось, цепенели по мере приближения к Москве, становясь всё более угрюмыми.
Боуи провёл всё своё путешествие в купе, располагавшееся в вагоне «мягкого» класса, облачённый в удобное кимоно. По воспоминаниям иностранцев, во время стоянок местные буквально устраивали «гонки за едой», интуристы же, по большей части, довольствовались вагоном-рестораном, который «старался изо всех сил, несмотря на скудные ресурсы» — в «крохотной кухоньке» по 12 часов в сутки работали повара и двое официанток. Меню было напечатано на четырёх языках, но в наличии были только те немногие позиции, на которые была указана цена. Периодически в поезд заходили торговцы, предлагающие, как-правило, только копчёную и консервированную рыбу, которая быстро всем надоела, однако при приближении к Москве стали попадаться апельсины и яблоки. Музыканту очень понравился кефир, впоследствии сопровождавший его Мьюзел так описывал русскую кухню: «Старые леди торгуют на железнодорожных платформах жареной картошкой, варёной курицей, жареной рыбой и наполненными мясом пончиками [беляш], пожаренными в низкокачественном жире. Они продают яйца по 20 центов за штуку, иногда консервированные фрукты из Венгрии, банки с сардинами и другой рыбой по ценам, которые в Лондоне или Нью-Йорке показались бы высокими. Еда и её коричневая грубая обёртка выглядят неаппетитно, но при этом всё очень питательно. Боуи, например, выпил несколько кварт местного йогурта [кефира]. Превосходно».
Маккормак вспоминал, что иногда было «невыносимо скучно», потому что из окна поезда были видны только бесконечные берёзы. В вагоне постоянно играла одна и та же музыка — перепевки песен The Beatles на плохом английском. Некоторое время во время поездки Боуи работал над новыми песнями, также периодически он изучал японский язык. Иногда, в конце дня музыкант пел песни под гитару проводницам — Нелле и Доне — «очаровательным, всегда улыбчивым и радостным», с которыми у него сложились тёплые отношения. Однажды друзья организовали спонтанную вечеринку. В одном вагоне с ними ехали двое швейцарских агрономов и группа учительниц из ФРГ. Им нужно было выходить в Иркутске, чтобы посмотреть на озеро Байкал. Свою последнюю ночь в поезде интуристы провели вместе — все пили румынское вино «Рислинг», Боуи пел под гитару, а Маккормик играл на бонго. Обычно пассажиры вагона развлекались, часами стоя в проходе у окна и обсуждая «всякую всячину». Впоследствии Боуи отмечал: «Сибирь производит невероятное впечатление. Мы едем день за днём по относительно нетронутой дикой природе — великие леса, просторные равнины, иногда мелькают люди, живущие простой крестьянской жизнью, живущие от земли. Я и представить себе не мог такие просторы нетронутой природы, пока не увидел это сам, это был взгляд в другой век, другой мир, это произвело на меня очень сильное впечатление». Также, музыкант признавался, что его глубоко поразила нищета сибирских трущоб. Крестьяне жили в крошечных лачугах, построенных из гнилого дерева и скреплённых перетёртой верёвкой. «Я не понимаю, как они переживают зиму», — недоумевал музыкант. Печальное впечатление на Боуи произвели женщины в оранжевых жилетах, выполнявшие тяжёлую физическую работу на железной дороге (он увидел их, когда проснулся ночью на одной из остановок), а также условия плацкартных вагонов.

Мы возвращались через Сибирь, проезжали Китай, Россию и Польшу. Мне кажется, это не могло не подтолкнуть его воображение. Мы смогли увидеть другую систему, что по многим причинам было сильным шоком, потому что культурная среда была совсем другой, особенно после Японии, которую мы оба полюбили, и где культурный шок был приятным. В Восточном блоке живут прекрасные люди, но тогда, в 1970-е, там была суровая политическая система; чувствовалось, что за вами наблюдают, если не следят.
— Джеффри Маккормак.
30 апреля, после восьми дней в пути, Боуи прибыл в Москву на Ярославский вокзал. Музыкант провёл в столице три дня, остановившись в гостинице «Интурист». Боуи вспоминал, что на следующий день ему повезло увидеть «впечатляющий» первомайский парад (демонстрацию он фотографировал из гостиницы), проходивший на улицах города. Также  путешественники побывали на Красной площади и в ГУМе (прилавки которого были пусты, не считая предметов первой необходимости вроде мыла и нижнего белья), где Маккормак купил куклу для своей сестры. Друзья прокатились на московском метро и отобедали в ресторане «Националь», Боуи очень понравились чёрная икра, осетрина и копчёный лосось, особенно после скромного меню вагона-ресторана: варёной курицы, которую Мьюзел называл «резиновой», шницеля, «всегда одинакового на вкус вне зависимости от указанного мяса», солянки, варёных яиц и гречневой каши, «от которой живот заболел бы даже у росомахи». По воспоминаниям Маккормака, сперва они подумали, что чем-то обидели официантку, заказав чёрную икру, так как она надела пальто и ушла: как оказалось, она выходила за ней из ресторана. Во время вечерней прогулки по городу люди оглядывались на «сумасшедшего в жёлтой одежде и на высоких каблуках» — вспоминал Маккормик. «Я нахожу свободу только в пределах своей эксцентричности» — комментировал свои наряды Боуи. После Москвы Боуи отправился в Лондон через Варшаву, Берлин, Бельгию и Париж, где к нему присоединилась жена — Анджела. Из-за долгого нахождения в поезде у него началась депрессия. «Я просто очень хочу вернуться домой и посмотреть телик», — признался он супруге.
Что касается Боба Мьюзела, он сопровождал друзей во время их пребывания в Москве, став их гидом в столице. В свою очередь Лии Чайлдерс столкнулся с проблемой окончания срока визы и, в итоге, был депортирован в Западный Берлин.

## Второй визит (1976)

Дэвид Боуи (слева) и Игги Поп (справа) на Красной площади, 1976 год

Вторая поездка Боуи в Москву, теперь уже вместе с его другом Игги Попом, состоялась в начале апреля 1976 года. Путешествие организовали, чтобы заполнить «окно» между выступлениями Боуи в Цюрихе и Хельсинки в рамках турне Isolar, проходившего в поддержку альбома Station to Station. В поездке музыкантов сопровождали Коринна «Коко» Шваб (секретарь Боуи), Пэт Гиббонс (гастрольный менеджер) и Эндрю Кэнт (фотограф, который похлопотал о транзитных визах). Маршрут поезда проходил через Польшу. В Варшаве Боуи заметил железнодорожного рабочего, разгружающего уголь под ледяным дождём — эта пронизывающе-тоскливая картина вдохновила музыканта на создание инструментальной композиции «Warszawa» из альбома Low. На границе с СССР, в Бресте, путешественники были вынуждены выйти из вагона, так как составу меняли колёса, приспосабливая его к ширококолейным путям. Компания привлекла внимание представителей КГБ (согласно одной из версий из-за того, что Поп начал раздаривать цветы, которых было полно в купе музыкантов, что было расценено как попытка взятки), которые после слов «Мы вас не ждали» начали обыскивать багаж иностранцев. В итоге они конфисковали журнал Playboy и книги «подозрительного содержания» (имеющие отношение к Третьему рейху). Пообещав, что «вас кто-нибудь встретит», агенты отпустили путешественников, и поезд двинулся дальше. Однако по прибытии в Москву стало понятно, что КГБ-шники блефовали и слежки нет, поэтому компания оставила багаж в «Метрополе» и отправилась гулять по городу.
Музыканты пребывали в хорошем расположении духа: они посетили Красную площадь, где маршировали советские войска, после чего осмотрели ГУМ и, вернувшись в гостиницу, отобедали в ресторане. Спустя семь часов после прибытия в город путешественники вновь погрузились в поезд и отправились в Хельсинки, где их встретили газетные заголовки: «Боуи пропал в России». Путаница была вызвана расписанием поездов, из-за чего музыканта ожидали на день раньше. Также на финской границе произошёл неприятный инцидент: Боуи попросили раздеться, чтобы проверить на контрабанду. Турне Боуи продолжилось (Игги Поп участвовал в нём в качестве одного из членов аккомпанирующей группы), и после столицы Финляндии музыканты выступили ещё в ряде скандинавских стран, после чего вернулись в Лондон. По приезде на родину на Боуи обрушилась массированная кампания в прессе. Артиста обвиняли в симпатиях к фашизму за его высказывания в стокгольмских интервью:
Боже, всё на свете — медиа-манипулирование. Я бы с удовольствием занялся политикой. Однажды я так и сделаю. Я был бы в восторге, заняв пост премьер-министра. И да, я сильно верю в фашизм. Единственный способ придать ускорение тому либерализму, который в данный момент удушливо витает в воздухе, — это ускорить прогресс правых сил, абсолютной диктаторской тирании и пережить её как можно быстрее. Люди всегда эффективнее реагировали на командную систему. Либерал тратит время зря, говоря: „Ну а сейчас — какие у вас есть идеи?“. Покажите им, что делать, ради Бога. Если вы этого не сделаете, ничего не будет сделано. Я не выношу, когда люди просто слоняются без дела. Телевидение — самый успешный фашист, об этом нечего и говорить. Рок-звёзды тоже фашисты. Адольф Гитлер был одной из первых рок-звёзд».
2 мая 1976 года в Лондоне произошёл так называемый «Инцидент на станции Виктория», когда Боуи, подъезжая в мерседесе-кабриолете, приветствовал поклонников жестом, расценённым некоторыми журналистами как нацистское приветствие. Этот жест был заснят, а его фото опубликовано в NME. Музыкант решительно отрицал обвинения в заигрывании с фашизмом и утверждал, что фотограф просто заснял его руку в движении. Позже Боуи объяснял своё скандальное поведение чересчур сильным вживанием в образ Измождённого Белого Герцога и кокаином: «Я за это заплатил самым тяжёлым маниакально-депрессивным психозом в жизни. У меня сорвало крышу, она просто разлетелась на куски. У меня были галлюцинации 24 часа в сутки». Тем не менее, музыканту ещё несколько лет припоминали эти скандалы. Он вернулся к этой теме четыре года спустя, спев строчку: «Быть оскорблённым этими фашистами / это так унизительно» в песне «It’s No Game» из альбома Scary Monsters (and Super Creeps). Общественность расценила этот жест как попытку похоронить инцидент 1976 года раз и навсегда. Вскоре после этих событий Боуи уехал в Западную Германию, где начал работать над «Берлинской трилогией».
10 сентября 1976 года имя Боуи впервые появилось в советской печати: газета «Советская культура» в разделе «Мир в нескольких строках» опубликовала заметку без подписи под заголовком «Осторожно, музыка!» со следующим содержанием: «Звуковая мощность современных оркестров, использующих в концертах электронику, вызывает серьёзную тревогу не только у медиков. Впервые в истории полицейским Стокгольма было приказано перед выходом на дежурство принять меры по защите ушей. Это касалось тех, кто должен был нести службу по охране порядка на концертах английского „поп-певца“ Дэвида Боуи». На протяжении следующего десятилетия советская пресса игнорировала музыканта. 3 марта 1986 года в «Советской культуре» вышла статья «Куда толкают новое поколение в США?» искусствоведа Виталия Вульфа. Автор сетовал: «Внутри новой молодёжной культуры зародился весьма тревожный аспект — увлечение внешним стилем нацизма и образом Гитлера… Весьма известный эстрадный певец и киноактёр Дэвид Боуи (он создал себе имя фильмом „Только жиголо“, где снимался с Марлен Дитрих) поёт песенку о „свастике в голове“. Боуи, например, назвал Гитлера одной из первых „рок-звёзд“, пользуясь его именем как безвредной игрушкой» (на самом деле в песне пелось не о свастиках, а о любовном наваждении и контекст был такой — «Я брожу по городу, как священная корова, мне видятся свастики. Планы на всех в белках моих глаз. Моя маленькая китайская девочка, не связывайся со мной. Я разрушу все, что у тебя есть»). Песня «China Girl», о которой говорил Вульф, была написана Дэвидом Боуи и Игги Попом в 1977 году, и сначала увидела свет в альбоме последнего The Idiot.

## Третий визит (1996)
1 февраля 1988 года в газете «Известия» был опубликован материал под названием «Три концерта на Олимпийском проспекте», текст которого гласил: «Ошибаются те, кто, сообразуясь с собственными вкусами, думает, что вся рок-музыка не более чем лишенный смысла грохот. Рок — дело серьёзное, и люди, его проповедующие, способны на большие поступки. Так, во всяком случае, считают организаторы международного благотворительного гала-концерта „Рок против наркомании“, который пройдет в последних числах марта в спорткомплексе „Олимпийский“». Акция проходила под эгидой журнала «Огонёк», всесоюзного объединения «Союзконцерт», Советского комитета защиты мира, а также при участии венгерской фирмы «Интершоу» и ряда других западноевропейских компаний. На встрече с советскими и иностранными журналистами уточнялось, что всего должно было пройти три концерта, вырученные средства от которых должны были пойти в благотворительные фонды при ООН, а также будут переданы Министерству здравоохранения СССР на лечение людей, страдающих наркоманией, и обновление оборудования наркологических клиник и диспансеров. Предварительное согласие на участие в мероприятии было получено от Дэвида Боуи, Джорджа Харрисона, Питера Габриела, Миклоша Варга, Джулиана Леннона, Rush, Tangerine Dream, Scorpions, Supertramp, U2 и ряда других артистов. Однако ни один из запланированных концертов не состоялся. Годы спустя главный редактор журнала «Огонёк» Виталий Коротич рассказывал, что узнал об отмене мероприятия от идеолога Политбюро ЦК КПСС Александра Яковлева: «Егор Лигачёв на заседании политбюро сказал, что бороться роком против наркотиков — все равно, что бороться против венерических болезней при помощи проституции. Запомните эту формулу, а остальным объявите, что концерт отменяется. Только не шумите избыточно — хуже будет…». Между тем, уже в августе 1989 года в «Лужниках» прошёл Московский музыкальный фестиваль мира под девизом «Рок против наркотиков», организованный музыкальным менеджером Доком Макги и продюсером Стасом Наминым, который изначально планировал лишь небольшое мероприятие с участием пары западных рок-звёзд. В итоге на концерте выступили группы Bon Jovi, Scorpions, Mötley Crüe, Skid Row, Cinderella, а также Оззи Осборн. Несмотря на то, что пресса прочила фестивалю провал, за два дня его посетили 120 000 зрителей.

В итоге третий визит Боуи в Россию состоялся в июне 1996 года, на этот раз с концертом в Государственном Кремлёвском дворце в рамках гастрольного тура Outside Summer Festivals Tour (между концертами в городе Фукуока и Рейкьявике, где он выступил 13 и 20 июня соответственно). Также планировалось выступление на фестивале «Белые ночи» в Санкт-Петербурге, но шоу было отменено, так как Боуи не смог вовремя вылететь из Токио по независящим от него причинам. За восемь дней до приезда музыканта была проведена так называемая «Дэвид Боуи Party» с целью просвещения прессы о творчестве музыканта. 15 июня Боуи прилетел в аэропорт Шереметьево-2. Гостя встретили караваем, который был испечён фанатами. Боуи планировал посетить Красную площадь и празднование дня рождения Артемия Троицкого на корабле «Чайка», однако в последний момент наотрез отказался от этих мероприятий. Во время пребывания в президентском номере «Палас-отеля» он практически ни разу не вышел из него: у него болело горло и был озноб (тур-менеджер ссылался на грипп), помимо этого Боуи предпочёл рисовать, так как готовился к осеннему вернисажу во Флоренции. Многие из числа организаторов концерта и приближенных персон были разочарованы странной скрытностью, необщительностью и бескомпромиссной несветскостью рок-звезды. Только за день до концерта он покинул номер, чтобы провести пресс-конференцию, после которой в зале гостиницы «Нижний Новгород» дал интервью Артемию Троицкому для программы «Кафе Обломов». Перед пресс-конференцией была организована встреча Боуи с фанатами в его гостиничном номере. Во время встречи поклонники рассказали ему о плохой акустике в Государственном Кремлёвском дворце и дороговизне билетов. Музыкант тут же подарил билеты тем присутствующим, у кого их не было. Концерт состоялся 18 июня. По просьбе фанатов на нём была исполнена песня Жака Бреля «My Death», которая также фигурировала на некоторых шоу Outside Tour (впервые с 1973 года), прозвучав в необычной аранжировке, схожей со стилем альбома Outside. Телеканал ОРТ записал телеверсию концерта, которая длилась 52 минуты (на 25 минут короче полной). Несмотря на хорошие отзывы российской прессы, сам Дэвид Боуи остался недоволен выступлением, прежде всего из-за публики, среди которой было много отечественных звёзд (он сказал, что таких ужасных зрителей у него не было никогда), и организации зала (в первых рядах партера были установлены VIP-столики, фанатам же пришлось ютиться на галёрке), и пообещал, что больше не приедет в Россию. Промоутер мероприятия Евгений Болдин отмечал, что приезд Боуи оказался убыточным, далеко не все билеты были раскуплены. О последствиях московского концерта Боуи в 2016 году рассказал музыкальный критик Артемий Троицкий: 
Эксперимент был не вполне удачным, то есть мы с Марией Соловьёвой были организаторами этого концерта, и чёрт нас дернул устроить его в Кремлевском дворце съездов. Это, конечно, совершенно был не зал для Дэвида Боуи… Я не имел отношения, скажем так, к организационной части, но там сделали такую штуку, что весь партер прямо перед сценой — это были VIP-места, и там стояли столики, за столиками сидели какие-то олигархи, какие-то чиновники, какие-то дремлющие папики со своими тёлками, и телки эти во время концерта прямо разговаривали по мобильным телефонам. В общем, это было ужасно. Это сломало атмосферу. У Боуи было довольно плохое настроение, поскольку он со сцены это всё видел. В общем, пришлось мне выслушать некоторое количество, скажем так, ироничных и не очень довольных комментариев.